# Vaporul alb (film)

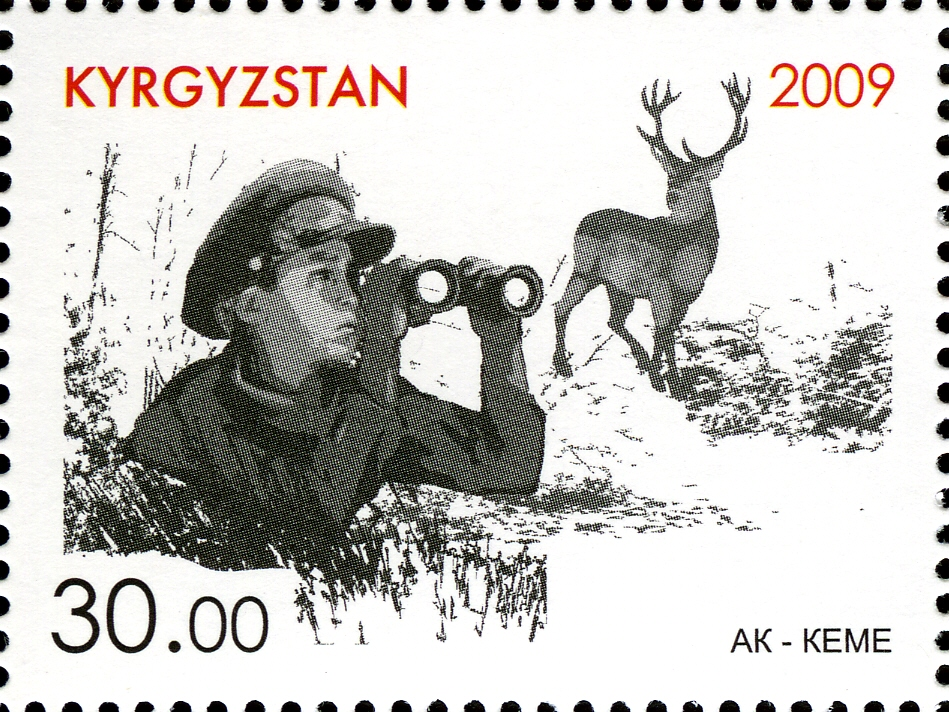

Vaporul alb (titlu original: în rusă Белый пароход, transliterat: Belîi narohod;  Ак кеме) este un film sovietic dramatic din 1976 regizat de Bolotbek Șamșiev. Rolurile principale au fost interpretate de actorii Nurgazi Șîdîgaliev și Sabira Kumușalieva. Scenariul este scris de Șamșiev după o nuvelă omonimă de Cinghiz Aitmatov. 

## Rezumat
Un băiat vede lumea prin intermediul unor legende și credințe populare vechi, despre care crede că sunt adevărate.

## Distribuție
- Nurgazi Șîdîgaliev – băiatul
- Sabira Kumușalieva – bumica
- Orozbek Kutmanaliev –unchiul Orozkul
- Aiturgan Temirova – Giuldjamal
- Asankul Kuttubaiev – Momun

## Lansare
A fost lansat în anul 1976 și a avut parte de succes comercial, fiind vizionat de 6,4 milioane de spectatori în cinematografele din Uniunea Sovietică.